# Millepora latifolia
Millepora latifolia är en nässeldjursart som beskrevs av Hilbrand Boschma 1948. Millepora latifolia ingår i släktet Millepora och familjen Milleporidae. IUCN kategoriserar arten globalt som sårbar. Inga underarter finns listade i Catalogue of Life.